# علی مطوری (بازیکن فوتبال)
علی مطوری (زادهٔ ۵ شهریور ۱۳۶۱ در بندر ماهشهر ) بازیکن اسبق فوتبال اهل ایران است که در پست مدافع برای باشگاه فوتبال صنعت نفت آبادان در لیگ برتر خلیج فارس بازی می‌کرد.وی همچنین سابقه بازی در باشگاه‌های پاس همدان و شهرداری بندرعباس را دارد.

## حواشی
مطوری در حال حاضر به‌عنوان مدیر برنامه فوتبال فعالیت می‌کند، از سوی کمیته اخلاق فدراسیون فوتبال به دلیل تخلفات اخلاقی، و به مدت سه سال محرومیت از هرگونه فعالیت در حوزه فوتبال، فوتسال و فوتبال ساحلی محکوم شدند.